# 輸入
輸入（ゆにゅう、しゅにゅう、英語: import）とは、外国の産物・技術などを自国に取り入れること。特に、外国の商品を自国へ買い入れること。対義語は輸出。
国際貿易において、商品の輸入および輸出は、輸入割当や税関当局の指令によって制限されています。 また、輸入および輸出の管轄区域では、商品に対して関税（税金）が課される場合があります。 さらに、商品の輸入および輸出は、輸入国と輸出国間の貿易協定に従う必要があります。

## 概説
日本では、関税法第2条第1項第1号が「外国から本邦に到着した貨物（外国の船舶により公海で採捕された水産物を含む。）又は輸出の許可を受けた貨物を本邦に（保税地域を経由するものについては、保税地域を経て本邦に）引き取ることをいう」と定義する。
第二次世界大戦後は、資源の有無、生産性の高低にかかわらず「一般的には輸出入に制限を設けない方が国際分業が進み、どの国家にとっても利益が最大になる」としばしば言われ、グローバル化に積極的な国も多かった。しかしながら実際には、国内産業の保護・育成を理由として、また外国への依存度が高すぎる製品・技術などがあると国際情勢が悪化した場合に多大な不利益を被る可能性があること（安全保障、経済安全保障）などを理由として、輸入にはなんらかの制限を課すのがどの国でも一般的である。

## 歴史
かつては日本においてはいわゆる高級ブランド商品（俗にいうブランド物）、高度な機械類が多かったが、戦後は工業化の進展で鉱工業原材料に移り、1990年代になると、国際分業化の進展が進んでかつてのNIES諸国や中国からの機械製品輸入が多くなっている。

## 並行輸入
海外商品を輸入する際、商品製造会社の子会社や正規の契約を結んだ代理店が輸入・販売するのではなく、他の業者が輸入すること。個人輸入代行も並行輸入に含まれる。輸入ルートが2つ並行することから、並行輸入（Parallel import）と呼ばれる。非正規ルート。
なお、製造元や正規代理店が並行輸入業者に対し圧力をかけるなど販売を妨害する行為は、私的独占の禁止及び公正取引の確保に関する法律に抵触する。
物価や為替が安い別の国で商品を購入し、正規の価格より低い価格で販売することがある。また小売なり在庫品処分なりの商品を他業者や他人が一度購入して輸入するため、一種の中古品でもある。正規の販売ルートと比べて商品管理や品質保証などがされない場合がある。また、商品管理がされなかったり輸入に時間がかかったりすることがあるため、型落ちや前シーズンなど現行品より古いものが流通することがある。また低価格であれば良しとしたり、正規の流通で制限している、反社会的勢力などの集団にも商品が流通することがある。
日本においては正規代理店が商標を専有して使用できるとして並行輸入業者に対して輸入の差し止めを行うことができたが、1971年からは合法となった（パーカー万年筆事件：大阪地判 昭和45年2月27日 無体裁集2巻1号71頁）。フレッドペリー事件においては、最高裁も同じロジックで違法とした（最一小 平成15年2月27日 判タ1117号216頁）。
また正規代理店が並行輸入品をメンテナンス拒否など差別的に取り扱う場合、その態様、効果によっては独占禁止法上違法な行為となる。ただし正規代理店が自社顧客の優先などの対応を採ることは、直ちに独占禁止法上問題となるものではない。非正規代理店が修理等を自ら行うことが著しく困難な状況、かつ正規代理店に他社のメンテナンスを行う余裕があると認められた場合のみである。かつては輸入車正規ディーラーで並行輸入車のメンテナンスや部品手配は受け付けられなかったが、現在では前述の理由等により問題なく行われる場合もある（輸入車も参照）。かつて自動車用ホイールメーカーであるドイツのBBSにて輸入しようとする商品が生産国と日本で特許を有しており、日本におけるその並行輸入品の流通は特許権の侵害にあたるとして正規輸入元が並行輸入業者を訴えた事件があった（BBS事件）。
本来は正規品（真正品）を正規代理店とは別のルートで輸入・販売することだが、近年は並行輸入と偽り偽造品を販売しようとすることがある。販売国によっては正規代理店そのものが存在しない場合もある。大手の輸入代行サイトでも多数の偽造品が販売されており、それを輸入した非正規代理店が多く存在するため注意が必要である。ただし、正規品（真正品）であっても、ロット番号が削られたことから、問題があると騒ぐ業者もある。
2022年3月以降、ロシアが西側諸国からの経済制裁に違反し、第三国経由で本来は輸入が禁止されている商品の並行輸入を行っていることが問題視されている。

## 個人輸入
個人が直接（代行を介さず）外国の販売店へ、商品を注文して購入する形態。通信販売の購入先が国内から外国に変わったもの。自国では手に入りにくいような特殊なサイズの衣類や一部の医薬品など、その国では入手しにくいものの購入に利用されることが多い。従来は相手国で通用する言語でビジネスレターが作成できるレベルの語学力が求められ時差や支払方法の問題もあったが、インターネットの発達で高度な語学力の必要性が薄れ業者によっては自国語以外の言語によるページを開設しているところもある。支払方法にはクレジットカードを使うことが多い（ただし、不着や商品トラブルなどの対応には電話や電子メールなどにより意思疎通ができる程度の語学力が必要となる）。

## 逆輸入
主に（1）の生産国から一度他国に輸出された製品が再び生産国に輸入されるケースをいうが、（2）の自国発祥の商品が外国から入ってくる場合や、（3）の自国ブランドの海外生産品について使用されている場合もある。
1. ある国の製品が、他国に輸出された直後に元の製造国へ輸入されること。自主規制回避など、国内未発売商品を求めて。あるいは特定の商品が本国で品薄になり、逆輸入される場合も。
特に日本のポップスは、台湾や中国などで日本の市場よりも安く売られている音楽CDなどを逆輸入することにより、日本市場の半額程度で購入出来た。しかし2005年に文化庁が逆輸入CDの還流防止措置を取り、日本で発売されてから4年経過しないと逆輸入CDが販売出来ないようになった。
2. ある国原産の商品が他国のブランドで生産され、それが輸入されること（例：ドイツ原産のラガービールだがアメリカの企業が現地ブランドで生産、それがドイツに輸入された）。
3. 企業が合弁会社や子会社などの現地法人を他の国に設立するか、現地企業に生産を委託（OEM）し、そこで生産した商品を輸入すること（例：日本の電機メーカーが東南アジアなどの新興国に子会社を作り、現地工場で日本の電機メーカーブランドのテレビ受像機を生産し、生産したテレビ受像機を日本に輸入して販売する）。一般的には単に「海外生産」と呼ばれる。
1990年代以降の家庭用電気機械器具の多くはこの形態が取られている。
貿易摩擦の解消や貿易収支の不均衡を是正するため、自動車（四輪車・二輪車）にもこのような車種がある[注釈 1]が、これらはOEMではなく、国内外共に同一ブランドである。
二国間における市場間の差異[何の?]が原因となる例[注釈 2]も少なくない。

### メディアミックスにおける逆輸入
漫画・映画などのメディアミックス作品においては上記のものから転じた形で「逆輸入」という言葉が使われる。以下はその例である。
海外でリメイクされた作品が輸入されること
ある国（E国）の漫画・アニメ作品などが他の国（F国）で異なる形で制作・リメイクされ、E国に輸入されること。例えば、『DRAGONBALL EVOLUTION』は日本の漫画『ドラゴンボール』をアメリカで実写映画化した作品である。
日本と異なる海外版が日本で展開された際にも逆輸入として扱われることがある。『ゴジラ (1954年の映画)』の海外版が日本で『怪獣王ゴジラ』として公開されたり、『TIGER & BUNNY』の海外版がプロダクトプレイスメントを伏せている事（劇中に登場した日本の実在企業が架空の企業に差し替え）を逆手に取り、CMの放送が禁止された放送局であるNHKで放送された時のバージョンも兼ねていたりしている。その際、『タイバニ』の海外版が日本で初放送されるのに伴い、音声もオリジナル言語である日本語のみに絞り込まれた。
引用先で付加された設定が引用元で取り入れられること
ある作品が異なるメディアで展開される際、展開先の作品で独自に作られた設定や登場人物などが原作となる作品でも起用されること。例えば、漫画作品がアニメ化された際、アニメオリジナルキャラクターが原作にも追登場することである。『ドラゴンボール』の主人公である孫悟空の父親にあたるバーダックが代表格。

## みなし輸入
外国貨物が輸入される前に本邦において使用され、または消費される場合にはその使用し、または消費する者がその使用又は消費の時に当該貨物を輸入するものとみなす。ただし、以下の場合は輸入とみなされない。
1. 保税地域においてこの法律（関税法）により認められたところに従って外国貨物が使用され、又は消費される場合。
2. 外国貨物の船用品、機用品を本来の目的に従って使用し、又は消費する場合。
3. 旅客又は乗組員が携帯品である外国貨物を個人的な用途に使用し、又は消費する場合。
4. 税関職員の権限の規定、その他法律の規定により外国貨物をその権限のある公務員がその権限に基づき使用し、又は消費する場合。

## 輸入浸透度
国内で需要のある、ある商品のうち、どのくらいが輸入によってまかなわれているかをみる尺度を輸入浸透度という。輸入数量を総需要で割る。例えば、ある年の国内におけるテレビの販売数量が400万台でその年のテレビの輸入数量が300万台ならば、輸入浸透度は300万台を400万台で割り75%となる。
また産業単位の比較的大きなスケールで見る場合には、日本については国民経済計算（内閣府）や鉱工業総供給表（経済産業省）などが使われる。

## 読み方の変遷
輸の正音は「しゅ」であり、輸入は「しゅにゅう」と読んでいた。（江戸時代は「しゅにゅう」と読んでいた）
諭などの影響で「ゆにゅう」という読み方が明治時代より定着している。
現在では、日本大百科全書も【輸入（ゆにゅう）】で項目を立てている。学校の社会科の授業でも「ゆにゅう」と習う。NHKでも「ゆにゅう」と発音する。「しゅにゅう」のほうは現在の日本語では使われていない。